# Castelul Bethlen din Beclean
Castelul Bethlen este un monument istoric aflat pe teritoriul orașului Beclean, județul Bistrița-Năsăud. În Repertoriul Arheologic Național, monumentul apare cu codul 32492.05.

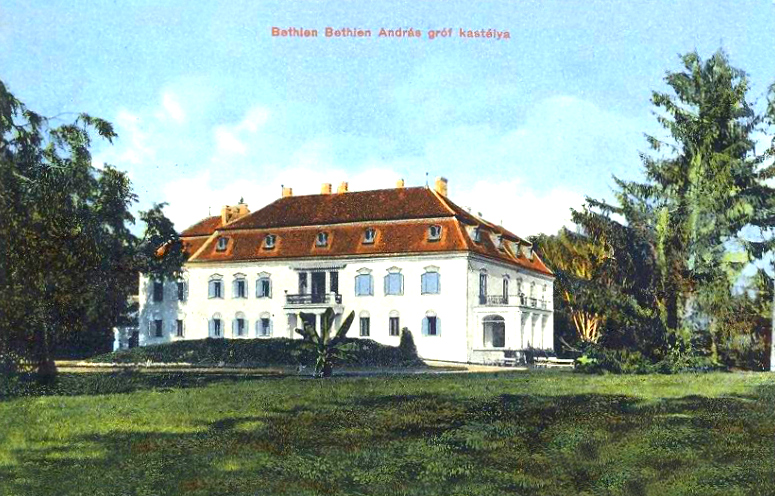
Imagine de epocă

## Localitatea
Beclean, cunoscut și ca Beclean pe Someș, (în maghiară Bethlen, în germană Bethlen) este un oraș în județul Bistrița-Năsăud, Transilvania, România. Becleanul este atestat documentar din 1235 sub numele de Bethleem.

## Istoric și trăsături
Castelul a fost construit în stil baroc, în secolul XVIII, de contele Andras Bethlen. Clădirea era amplasată în mijlocul unui parc, amenajat în secolul XIX. Ansamblul cuprindea reședința nobiliară și mai multe construcții secundare.
Accesul în castel se realiza printr-o poartă monumentală, cu un portal străjuit de pilaștri, cu deschidere semicirculară, deasupra căreia se extinde corpul pavilionar, bastionul porții pe două nivele. Deasupra porții se află emblema familiei Bethlen, din 1768. În prezent castelul adăpostește Liceul Tehnologic Agricol Beclean.

## Imagini

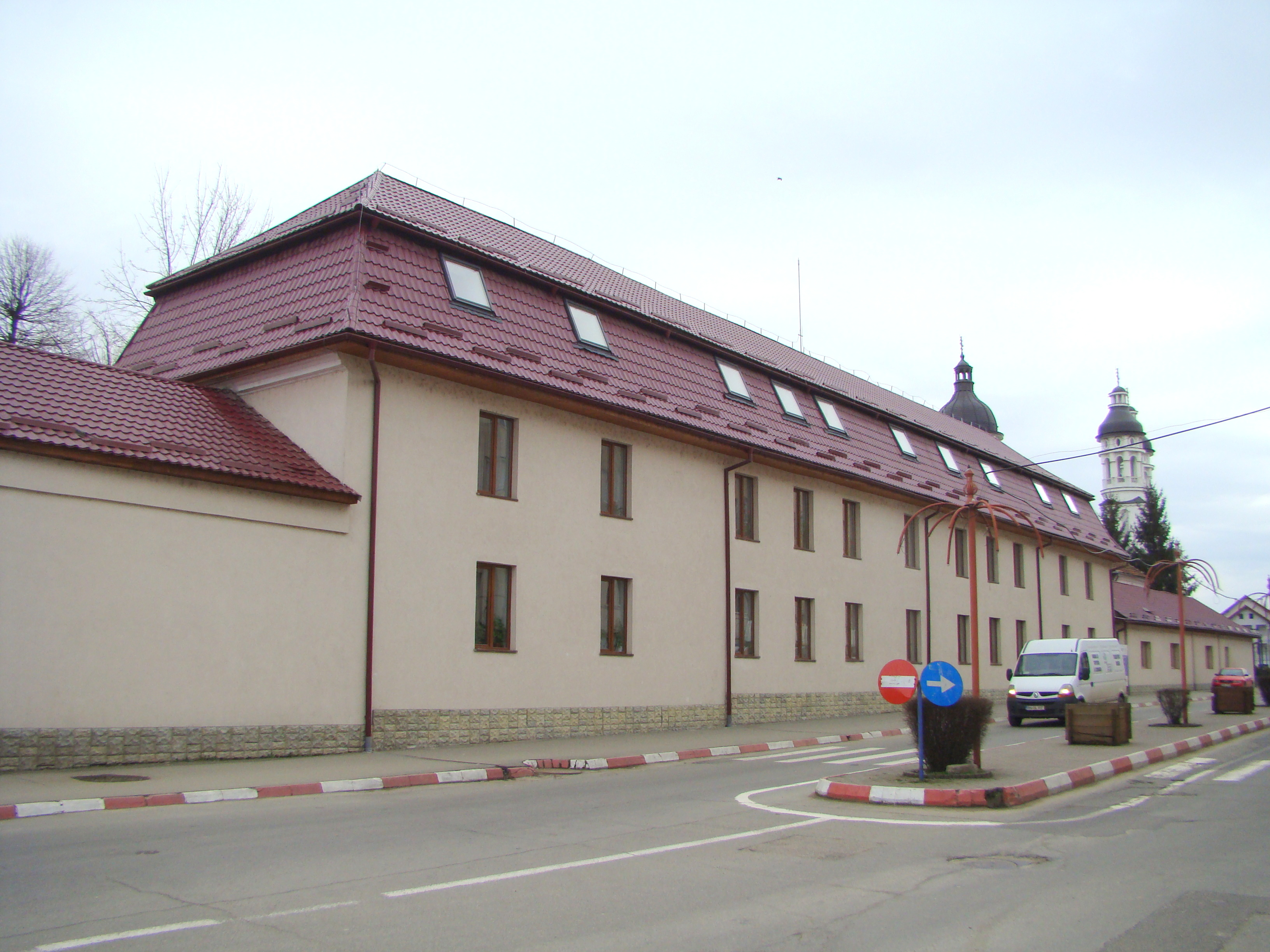
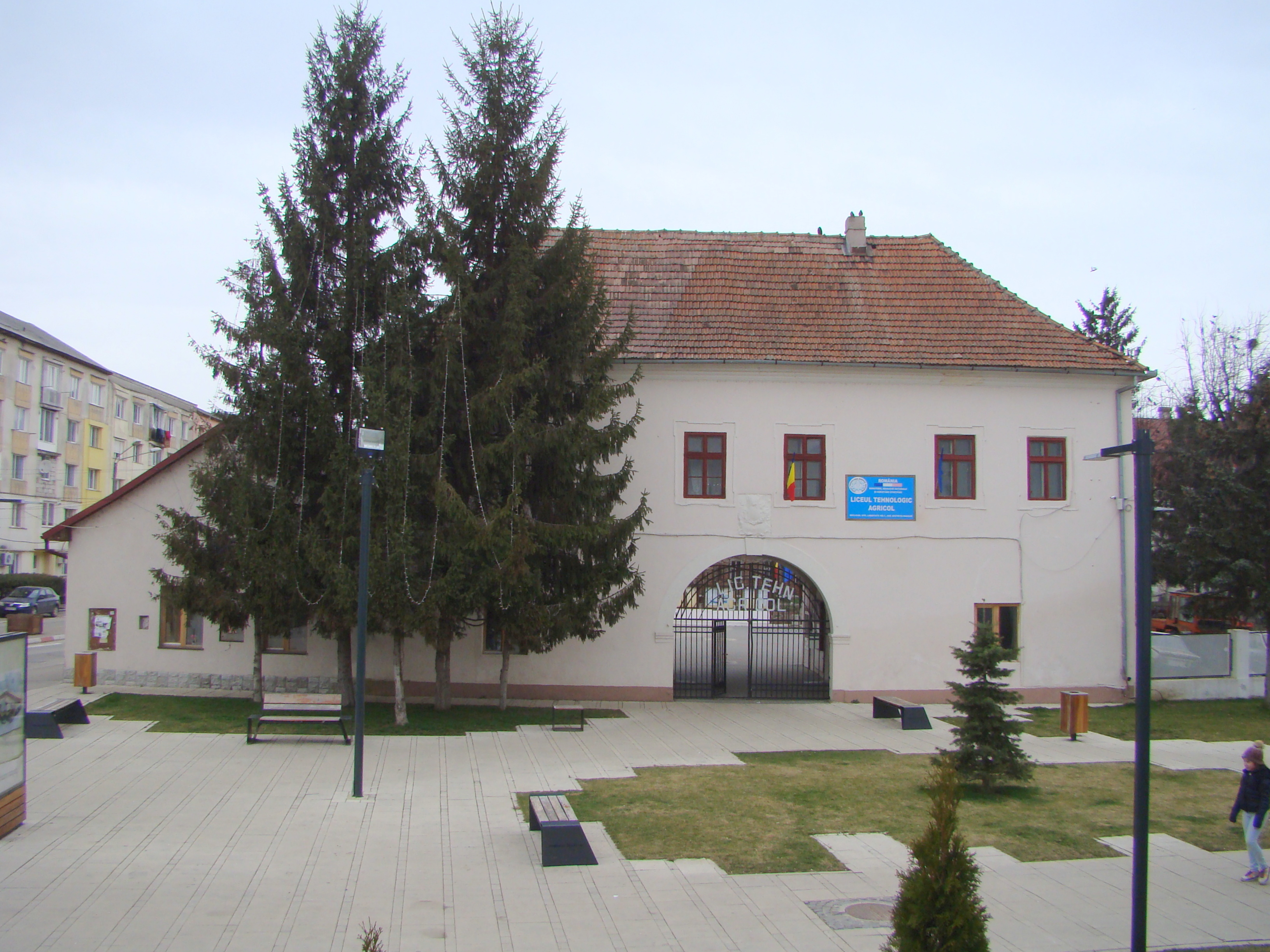
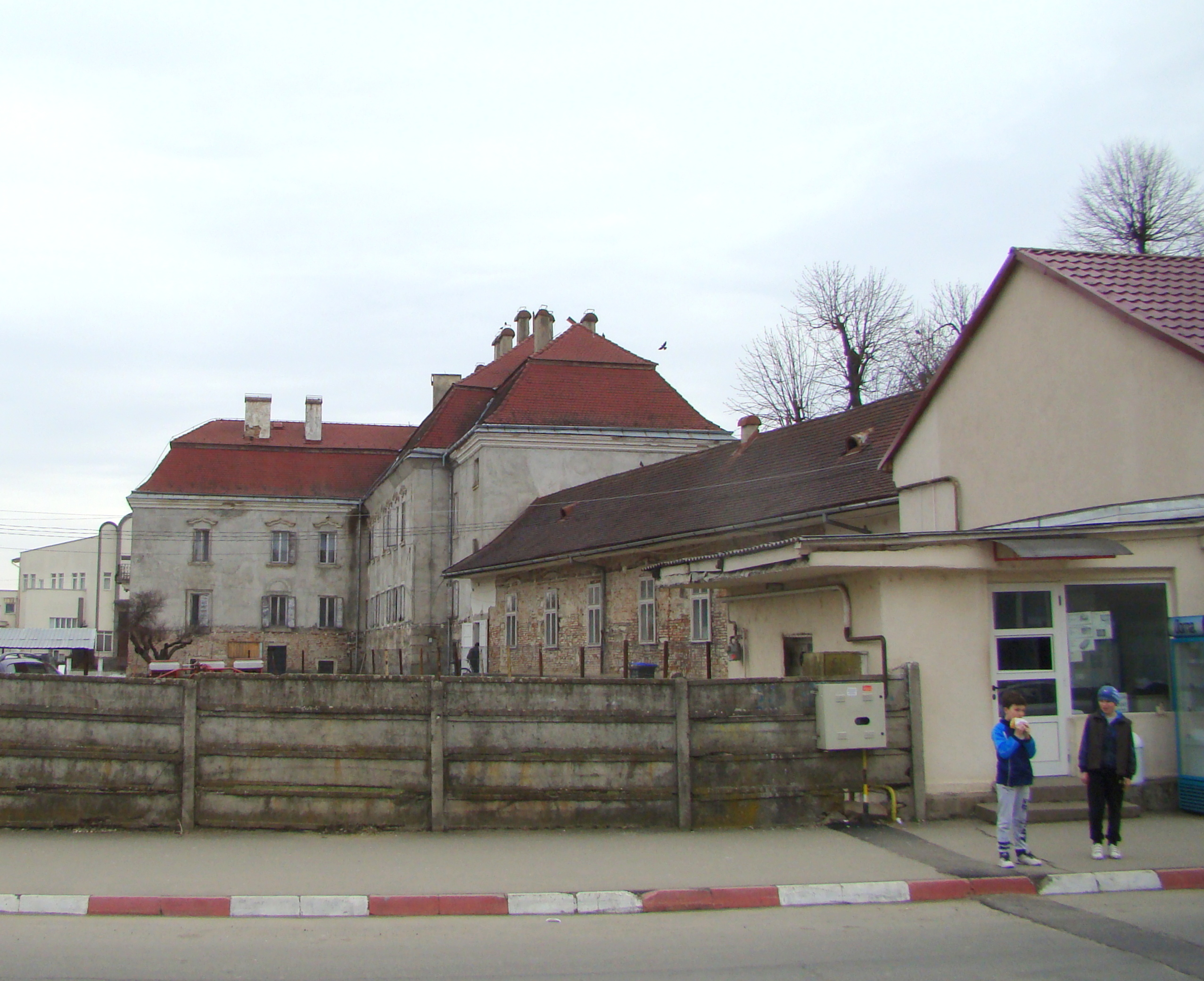
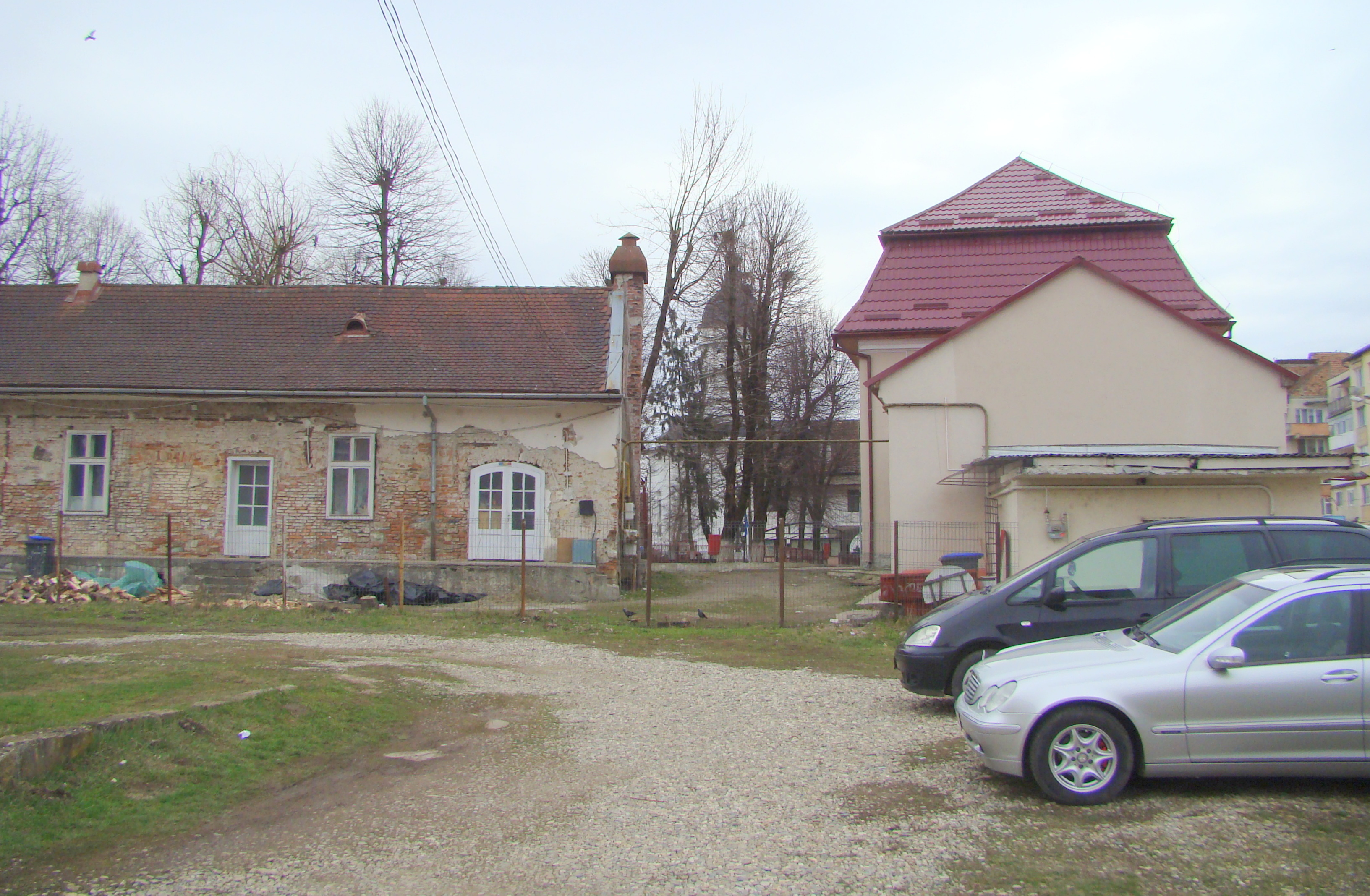
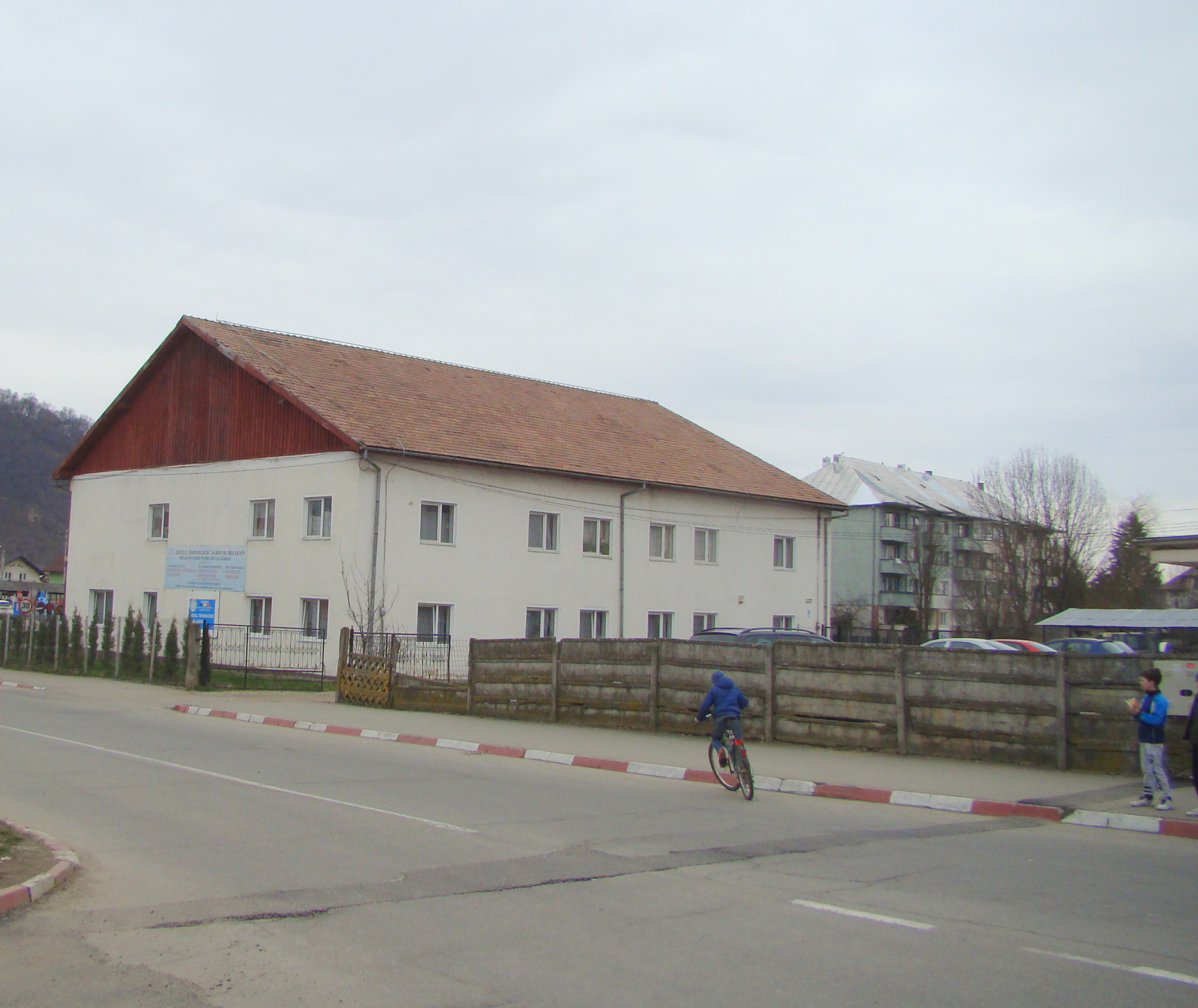
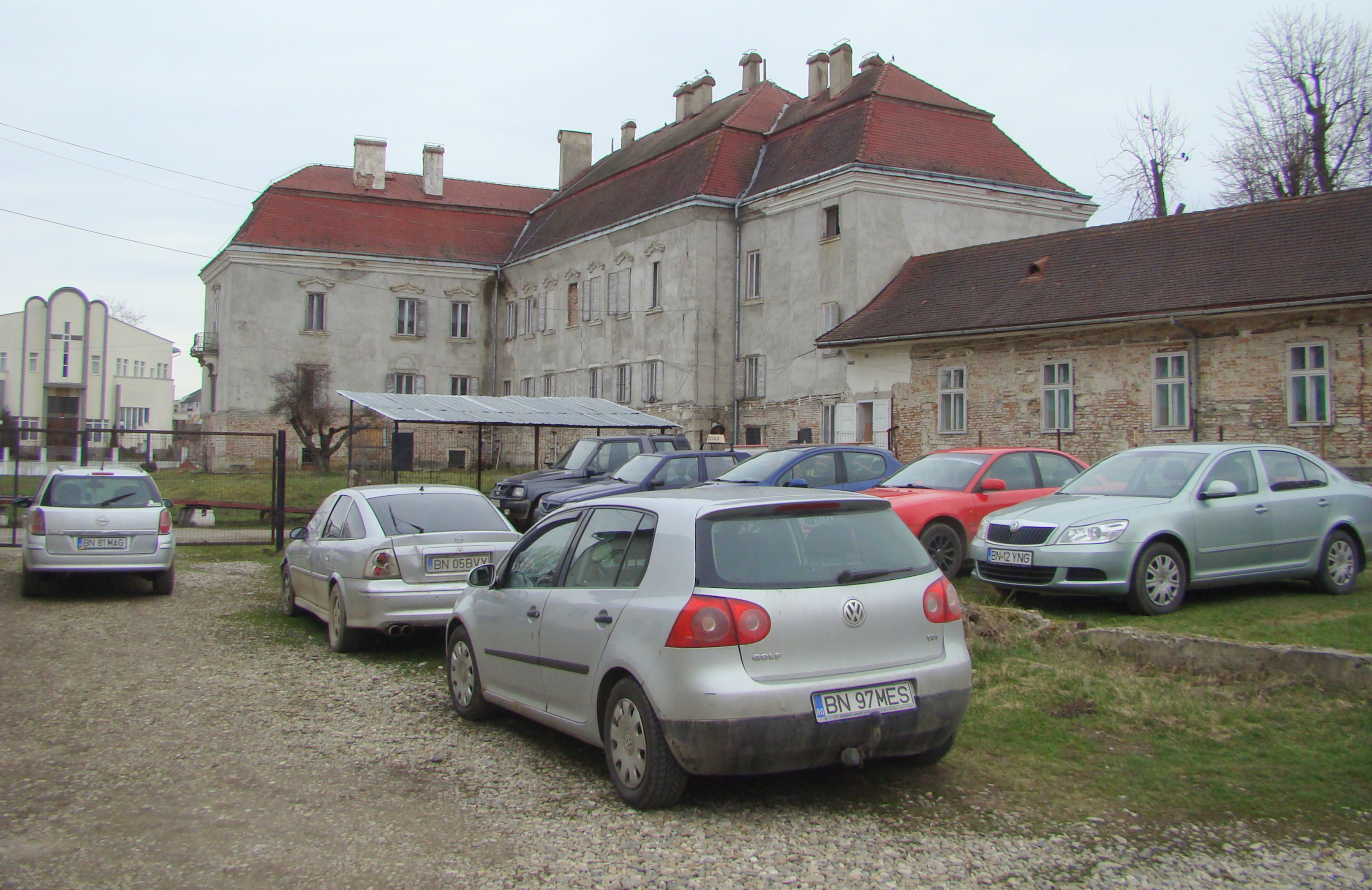